# 雲取越え
雲取越え（くもとりごえ、大雲取小雲取越え〈おおぐもとりこぐもとりごえ〉）は熊野那智大社（和歌山県東牟婁郡那智勝浦町）と熊野本宮大社（和歌山県田辺市本宮町本宮）とを結ぶ参詣道。熊野三山（熊野本宮大社、熊野速玉大社、熊野那智大社）への参詣道、熊野古道中辺路の派生ルートのひとつ。熊野那智大社から、その後背にそびえる那智山を越えて赤木川の河谷に至るまでを大雲取越え（おおぐもとりごえ）、赤木川から熊野本宮大社に至るまでを小雲取越え（こぐもとりごえ）と呼ぶ。
熊野古道中辺路は熊野本宮大社に達した後、熊野三山を巡拝する道となる。平安時代後期から鎌倉時代初めにかけて確立した中世熊野詣における通常の巡拝ルートは、熊野本宮大社から熊野川を下って熊野速玉大社に、ついで陸路で熊野那智大社に詣でてから、同じ道をたどって熊野本宮大社に帰参するもので、中世の参詣記における三山巡拝は以上のルートをとっている。しかし、那智山から本宮までの経路としての熊野川は舟賃を要するうえ、大雨の後などは航行困難ないし不能となる。そのため、修行者や庶民が通行する道として山間部をぬって本宮と那智を結ぶ道が早くから存在したと考えられている。それが雲取越えの道である。このように、中世における雲取越えは派生ルートとして位置づけられるが、西国三十三所が定着する室町時代以降には、西国三十三所をめぐる巡礼者や旅人が盛んに往来する主要ルートとなった。
一部は国の史跡「熊野参詣道」として指定されている。世界遺産「紀伊山地の霊場と参詣道」（2004年7月登録）の構成資産の一部である。

## 歴史

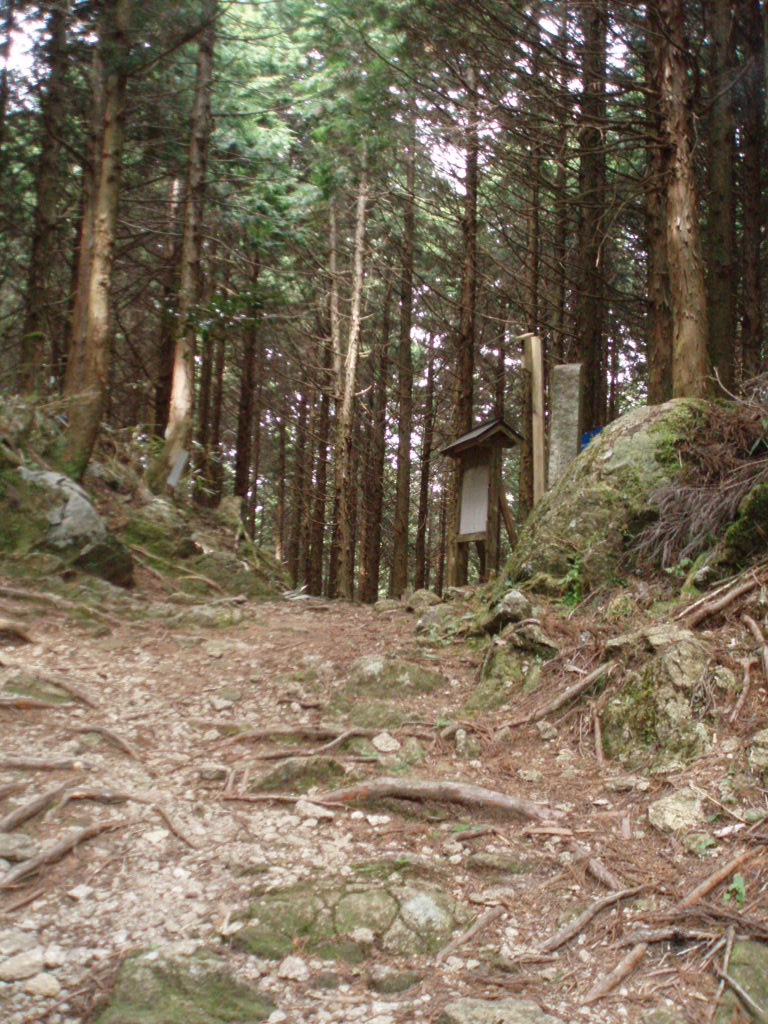
越前峠

前述のように中世熊野詣における雲取越えは派生ルートとしての性格を持つが、院政期の熊野詣のなかにも雲取越えの道をたどって本宮へ直行する例があり、建仁元年（1201年）の後鳥羽院の4回目の参詣がその例である。その様子は、随行した藤原定家により「熊野道之間愚記」（『明月記』所収）に記録されている。
後鳥羽院一行が雲取越えをたどった事情は定かではない。一行は朝から降り続く大雨をついて出発し、那智から本宮までを一日で越えている が、雲取越えを1日で越えることは今日でも困難なことである。定家は、笠をかぶり蓑を着て輿に乗っていたにもかかわらず、輿の中でずぶ濡れになり、本宮に着いたときには「前後不覚」となったと記し、厳しい一日であったことをうかがわせる。

### 西国三十三所と雲取越え
12世紀前半に院政期熊野詣の盛期は過ぎるが、雲取越えは西国三十三所のメインルートとして定着した。平安末から鎌倉初期にかけての熊野詣と同じく、西国三十三所もまた院政期の観音信仰の隆盛を前提として、11世紀ごろには前身に相当するものが成立していた。この時期の三十三所の順序や寺院の組み合わせは様々で、何種類もの観音霊場巡礼が併存し、ひとつの寺院が複数の観音霊場巡礼における霊場として数えられていた。だが、平安時代末期から鎌倉時代初葉にかけての熊野詣盛行を背景に那智山青岸渡寺を第一番とするようになり、雲取越えから本宮周辺へ出て、中辺路の主要部分を西進し、第二番紀三井寺を経て各地を巡って第三十三番谷汲山華厳寺に至る順路が、室町中期頃までに固定化していったと見られている。

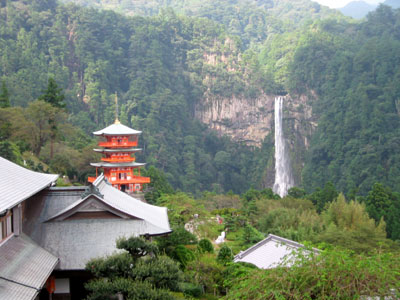
青岸渡寺三重塔と那智滝。

三十三所の確立に大きな役割を果たしたのは、那智山の造営に要する膨大な費用を集めることを目的とした勧進聖たちの活動であった。熊野三山の造営は、造営料国や公的保護から得られた財源に依拠していたが、それらが失われる15世紀後半からは、勧進聖による本願所に頼るようになる。那智の勧進聖たちは那智七本願とも呼ばれる大規模な本願所を拠点とし、各地を巡って三十三所の組織化に努めた。青岸渡寺を第一番とし、華厳寺を第三十三番とする順序が史料上に初見されるのは、勧進聖の活動が定着するのと同じ15世紀中頃のことである。さらに勧進聖たちは、巡礼の庶民を対象にした宿所を設けるなど、より多くの巡礼を招き、さらに多くの奉加や散銭を獲得することを目指した。こうした過程を経て、当初、もっぱら修行僧や修験者らのものだった西国三十三所巡礼だが、室町時代中期には庶民による巡礼が定着していった。
寺社経済の担い手であることから、本願所の影響力は大きかった。しかし、幕藩体制が整えられて社会が安定し、寺社の経済的再建が進むにつれ、江戸幕府や紀州藩の宗教統制を背景に、社家は本願所の抑圧と寺社運営からの排除を進めた。こうした排除は、例えば那智山では、延享元年（1744年）の裁許状をもって本願所から造営修理権・勧進権が剥奪されるまでに至った。だが、本願所によって募られていた庶民の奉加と散銭は、寺社の造営に依然として欠かせないものであった。そこで寺社の側では、いっそう増加する庶民巡礼から奉加・散銭を得るべく、寺院全体を三十三所の巡礼寺院として宣伝した。

### 近世
こうして熊野詣にかわって西国三十三所巡礼が盛んになる15世紀中頃以降、雲取越えは、多くの巡礼者や旅人が往来する主要ルートとなった。西国三十三所を含めて巡礼が庶民に広く開かれるようになると同時に、多くの紀行文や地誌、名所図会に登場するようになっただけでなく、聖護院門跡の大峯奥駈行が通行するルートともなった。これらの記録から、近世の雲取越えの様子を知ることができる。
紀行文の例として、大坂高麗橋付近に住む氏名不詳の商人による元文3年（1738年）の『熊野めぐり』（以下、『めぐり』と略記）、伊丹の酒造家、八尾八佐衛門の家人 による延享4年（1747年）の『三熊野参詣道中日記』（以下、『道中日記』と略記）などが見られる。『めぐり』の商人たちは、小辺路経由で熊野に入って三山を巡拝し、雲取越えから本宮・中辺路を通って大坂へ帰っている。『めぐり』の著者は道中の風物について詳しく行き届いた記述を残しており、沿道の事物の有り様をあざやかに浮かび上がらせている。『道中日記』の著者は友人2人、駕籠屋2人の一行で伊丹を発ち、『めぐり』と同じルートをたどっている。高野山、小辺路を経由して4月7日に本宮に着き、三山巡拝の後、雲取越えを越えた。しかし、山中での雨のために大雲取越えで足止めされ、9日から11日まで3日を要している。大雲取越えの宿での滞在の間の記述に、山中での不自由な生活の様子が描写されるなど興味深い点が多く、「内容豊富で、異色に富み、とくに民俗関係資料に見るべきものが少なくない」 点で近世の熊野参詣記として際立ったものである。
近世に急増した東国からの参詣者も雲取越えを通行した。東国からの参詣者による参詣記の例として、会津南山保上小屋（福島県南会津郡南会津町）の木地屋、大和屋一行による『伊勢参宮道中記』がある。大和屋一行は嘉永3年（1850年）正月に会津を発ち、伊勢参宮を経て2月9日に新宮に着いて熊野速玉大社に参詣した。翌10日には熊野那智大社へ参詣してすぐに大雲取越えを越え、11日に本宮に着いてから小辺路を越えて畿内に向かっている。
嘉永6年（1853年）に刊行された『西国三十三所名所図会』（以下、『三十三所』と略記）は、西国三十三所にまつわる名所図会のなかでは最も広く知られたもののひとつである。第一番札所青岸渡寺から第八番札所長谷寺までで刊行が中絶しているものの、単に札所のみならず、巡礼道沿いの名所旧跡、伝承、出土物などについても詳しい記述が見られ、写実性の高い挿絵に富むこととあいまって、地誌・史料として価値の高いものとして知られている。同書には雲取越えは、大雲鳥坂・小雲鳥坂として記述され、道筋や茶屋の詳しい記述が見られるほか、山中の不便な道であるとし、入念な準備の必要を説いている。

### 近代以降
明治時代に入ると寺社参詣の風が薄れ、すでに明治中期には巡礼者の数が急速に減少していたと推定されている。明治時代の紀行文では、長塚節のものがある。長塚は1903年（明治36年）7月から8月にかけての関西旅行の折、8月11日に那智から本宮まで雲取越えを1日で越えている。この時に詠まれたのが「西遊歌」（『長塚節歌集』所収）の歌3首である。
長塚と同じくアララギ派の歌人である土屋文明は熊野に大きな関心と愛着を寄せて、生涯に8度にわたって熊野を訪れて100首を越える歌を詠んでいるが、そのうち2度は雲取越えの道をたどっている。1度目は1925年（大正14年）8月7日から8日にかけてのことで、斎藤茂吉、武藤善友を伴っている。長塚と同様、文明の一行も8月の暑い盛りに大雲取越えをたどったため、谷水で喉を潤したり、汗に悩まされたりといった山中での様子を詠っている。大雲取越えをこえた文明の一行は、大雲取越え・小雲取越えの中間点となる小口村（和歌山県新宮市熊野川町）で宿を取り、翌日には小雲取越えを経て熊野本宮大社に参詣し、湯の峰温泉に投宿している。このとき詠まれた歌は、文明の『往還集』、茂吉の『ともしび』 に収められており、そのほかに茂吉の『ともしび抄』 や随筆「遍路」 によって前後の消息を知ることができる。雲取越えを通行する西国巡礼は大正末期まで依然としていたと見られるものの人数は減っており、加えて人通りの少ない夏場のことでもあったためか、一行の詠んだ歌からは荒れた道の様子が見受けられる。
文明の2度目の雲取越えは1961年（昭和37年）のことで、小市巳世司を従えて大雲取越えのみを歩いている。このときは出発が遅かったせいもあり、山中で日が暮れたため、地元の林業会社が設けた飯場小屋に宿を借りている。この時の様子は、後に『続青南集』 に収録された。

### 現代
熊野古道に対してあらためて関心が向けられるようになるのは、第二次大戦後、とくに1965年（昭和40年）頃からのことである。熊野那智大社宮司の篠原四郎は、『那智叢書』の刊行や九十九王子の悉皆調査といった執筆活動を通じて熊野信仰を世に知らしめるべく力を尽くしただけでなく、1969年（昭和44年）に「熊野古道を歩く会」を組織し、多くの参加者とともに中辺路や雲取越えをたどった。
1978年（昭和53年）、文化庁は、奥の細道、中山道とともに熊野古道を「熊野参詣道」として「歴史の道」に指定した。このとき指定されたのは、中辺路のうち古状をよくとどめていた滝尻から本宮間、および那智から請川間の大門坂と雲取越えであった。しかしながら、指定直前の1977年（昭和52年）に戸田芳実ら神戸大学の調査隊が大雲取越えの踏査調査を行った際には、ブッシュや崩落により各所で道が寸断されていたために踏査は難航し、特に舟見峠付近では古道をたどることを断念して林道に降りなければならないほどであった。その後10年ほどの歳月をかけて調査と整備・復元が進められ、1987年（昭和62年）には国の史跡指定が答申され、1996年（平成8年）にはあらためて「歴史の道百選」に選定された。2000年（平成12年）11月2日、史跡「熊野参詣道」の一部として指定を受け、2004年7月には世界遺産「紀伊山地の霊場と参詣道」の一部として登録された。
そのほか注目すべきものとして、青岸渡寺の大峯奥駈行がある。青岸渡寺の大峯奥駈行は、1985年（昭和63年）に副住職の高木亮英の手により復興されて以来、一般参加者も含めて多くの人が参加して毎年行われている。青岸渡寺の大峯奥駈行は熊野から吉野を目指す順峯で、那智から本宮までをたどる春の峯入りにおいて、1日で雲取越えを越えている。また、2004年には、世界遺産登録を記念して、聖護院による大峯奥駈行全行程の140年ぶりの復興が実現した。聖護院の大峯奥駈行は吉野から熊野を目指す逆峯で、雲取越えは行の最終行程として歩かれた。2008年（平成20年）には、田辺市を中心とする郷土研究団体・紀南文化財研究会による田辺市内を中心とした熊野古道の調査が行われ、小雲取越えから本宮周辺の道で調査の進んでいなかった範囲に、世界遺産登録対象となっている箇所以外にも古道が比較的状態のよいまま現存していることが報告され、今後の調査が期待されている。

## 雲取越えの峠
雲取越えのルートと、その周囲の名所・旧跡・遺跡等について記述する。「熊野道之間愚記」や青岸渡寺が主宰する大峯奥駈行では那智から本宮までを1日で越えている。しかし、小辺路のような山岳ルートはさておき、熊野古道のなかでは最も厳しい難所であり、全ルートの踏破には2日をかけるのが一般的である。

### 大雲取越え

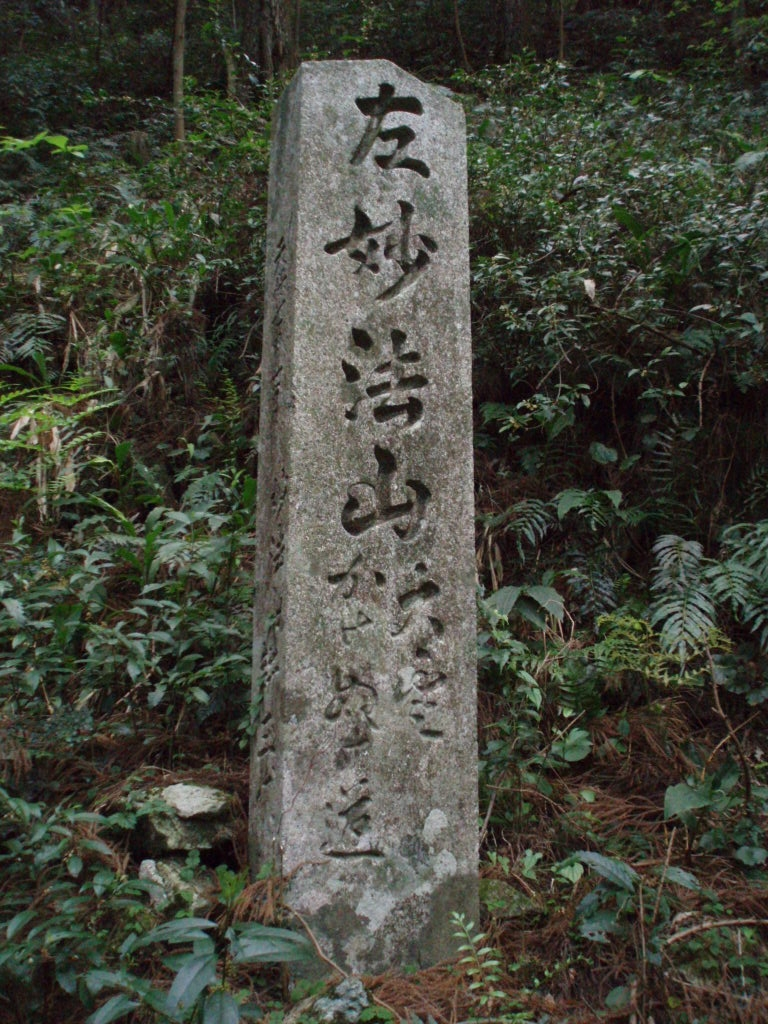
妙法山分岐の道標
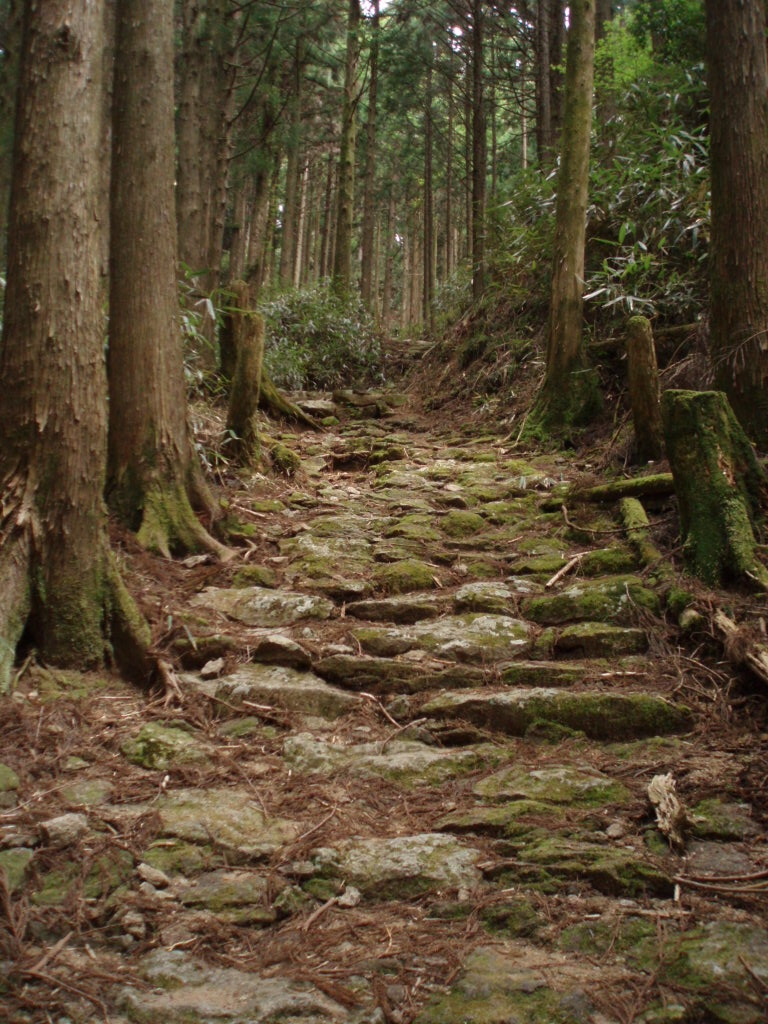
亡者の出会い
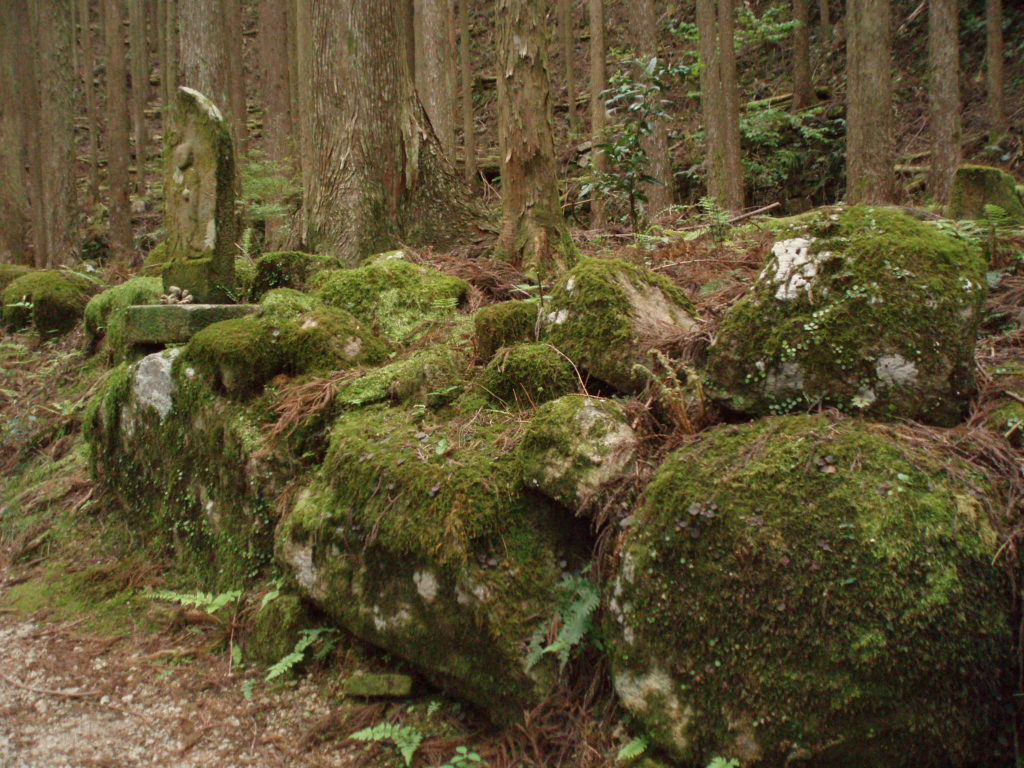
楠の久保の地蔵像と石垣跡
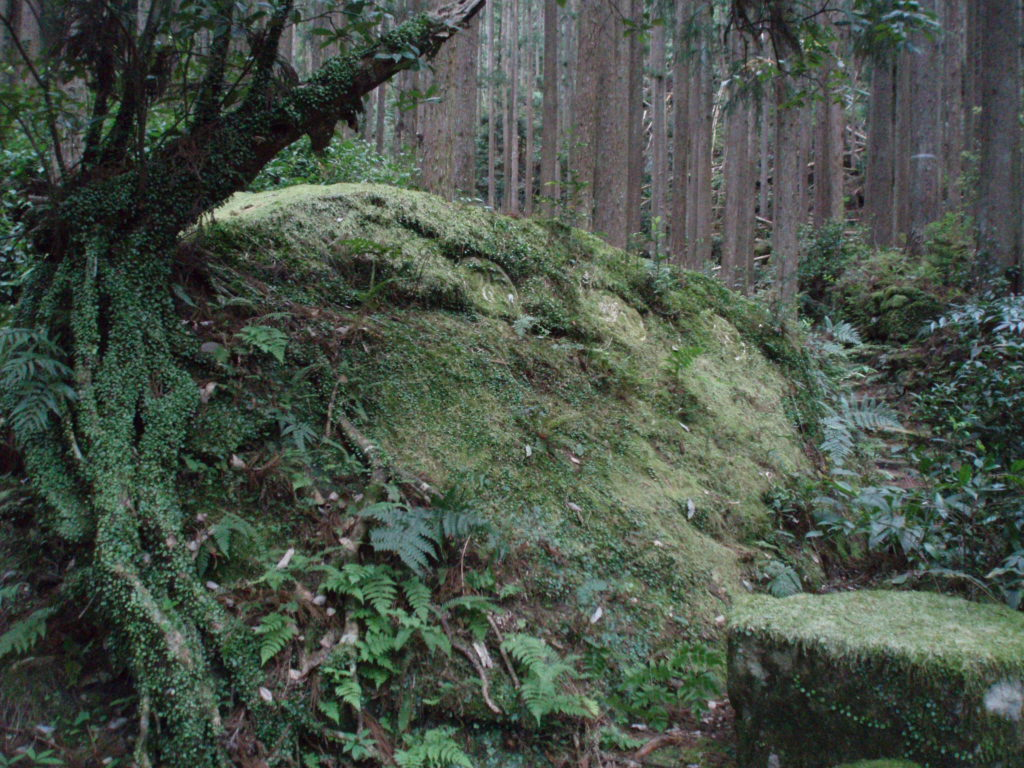
円座石

雲取越えの前半部である大雲取越え（おおぐもとりごえ）は、那智山から小口（こぐち、新宮市熊野川町）までを、舟見峠・石倉峠・越前峠と標高800メートル前後の3つの峠の登り降りを繰り返しながら結ぶ。青岸渡寺の裏手の石段から出発し、妙法山への道を分ける道標に出会う。この道標には「左妙法山 大雲かけぬけ道」との刻銘があり、『三十三所』には妙法山大師堂（阿弥陀寺境内）を経由して行く道筋も併記されている ことから、たどられる例もあったと見られる。だが、本街道は妙法山を経由せずに色川からの街道が合流してくる大戸平（おおとだいら）に出て、尾根伝いの道となる。
ところどころに素朴な石畳を残す道をたどり、登立茶屋（のぼりたてちゃや）に着く。登立茶屋を過ぎ、舟見峠（ふなみとうげ、883メートル）にたどりつく手前には舟見茶屋跡があり、熊野灘の眺望がひらけることからこの名がついたとされる。舟見峠からは八丁坂を下り、杉木立の中を行く谷間の道に下る。ここは亡者の出会い（もうじゃのであい）と呼ばれ、死者に出会うとかヒダル神に憑かれるといった民俗伝承がある。
亡者の出会いを越えて林道に合流し、渓流を横目に進み、地蔵茶屋に着く。地蔵茶屋は、石倉峠の上り口にあった茶屋で、傍らにあった地蔵堂が現存する。茶屋は大正時代まであったようだが、前述のように1925年（大正14年）に文明の一行が訪れた際には無住となっており、次に文明が歩いた1961年（昭和37年）には地元林業会社の飯場小屋があった。地蔵像のある 石倉峠（いしくらとうげ、標高805メートル）まで、杉林の中の苔むした石畳道を登る。石倉峠から、小さな谷に降り、ただちに越前峠（えちぜんとうげ、標高871メートル）に登り返す。『三十三所』は越前茶屋があるとし、ここと地蔵茶屋の間にあった石倉茶屋なる茶屋が廃絶したため、休息できるところも、食料や草鞋を入手できる場所もないとして読者に注意をうながしている。ここから続く石畳の下り道は、胴切坂（どうきりざか）と呼ばれる。小口までの約800メートルの標高差のうち、楠の久保茶屋跡周辺で傾斜が緩くなるまでの580メートルを一気に下る急坂である。
胴切坂を下ってゆき、傾斜が緩やかになってくると石垣とともに地蔵や墓標、庚申像、磨崖仏といった遺構があらわれてくる。この一帯は楠の久保茶屋（くすのくぼちゃや、楠窪茶屋、楠がくぼ〈『道中日記』〉とも）と呼ばれる山腹の集落で、1.5キロメートルほどの間に十数軒もの宿があった。楠の久保から下った中根にも5件ほどの宿があったといい、円座石（わろうだいし、わろうざいし）を地主神として祀るだけでなく、通行する旅人に見世物にしては料金をとったという。川沿いの小集落に出るとそこが小口で、明治頃まで街道の要所として10軒ほどの宿を擁していた。
大雲取越えには街道宿や茶屋跡、道標などの交通遺跡は見られるが、地蔵像や無縁墓の類を除けば信仰に関連すると言い得るような遺構は乏しい。寺社参詣の物見遊山化がすすんだ近世 に主として通行された参詣道である大雲取越えでは、中世熊野詣のように参詣者たちに御師がついて参詣儀礼を指導したり勤行を行わせたりするようなこともなく、宿所の提供さえあればこと足りたのである。しかしながら、容易ならざる道であることにはかわりなく、途中で病や怪我に苦しみ、あるいは行き倒れて葬られる者も少なくはなかったと考えられている。
亡者の出会い
色川辻からの谷間の道の通称。この坂を歩くと、物故した縁者や知人が白装束姿で現れるのを目撃するとの言い伝えがある。また、ダル（ヒダル神）やガキ（餓鬼）と呼ばれる亡霊にとりつかれ、異常な空腹感に襲われて死に至るとの伝承を南方熊楠が記録している。ダルやガキに憑かれた際には、わずかでもよいから食物を口に含めば、亡霊をしりぞけられるという。
熊楠はまた、江戸時代の文献にもとづき、雲取越えには餓鬼穴というものがあったとも記している。それによれば、餓鬼穴は石を投げ入れてもしばらくは石が落ちてゆく音がするほど深い穴で、その穴をのぞくと飢餓感に襲われ、身動きが取れなくなる。あるとき、餓鬼穴をのぞいてしまった旅の僧がいたが、通りかかった村人に教えられて、木の葉を口にくわえて近くの寺にたどりつき、命拾いをしたという。
楠の久保茶屋
街道宿を営んだ山腹の集落跡。十数件の宿があった集落で、明治の地籍図にも14筆の宅地があり、大正時代までは宿を営んでいたという。しかし、住人の離村が続き、昭和30年代までは6軒ほどの民家があった が、1966年（昭和41年）に最後の住人が離村し、無住の地となった。この地にあった宿の様子は『道中日記』に詳しい記述が見られる。
『道中日記』の一行は9日に宿に入ったが、悪天候のために出立を見送り、もう一日を過ごした。その間に見聞した山中の不自由な生活の様子が描写されているのが興味深く読み取れる。このような貧しい山里では旅人の銭は何よりも頼りとされ、寛政10年（1798年）の紀行文『熊野詣紀行』に記されるように、小口であると偽って旅人を泊めることもあったと伝えられている。
円座石
3つの梵字が彫られた巨石。円座とは藁やいぐさで編んだ丸い敷物をいう方言で、神々が円形に座して談笑したことに由来するとされる。3つの梵字は熊野三山に対応し、向かって右から阿弥陀如来（本宮）・薬師如来（速玉）・観音菩薩（那智）をあらわすという。
- 妙法山分岐の道標
- 亡者の出会い
- 楠の久保の地蔵像と石垣跡
- 円座石

### 小雲取越え

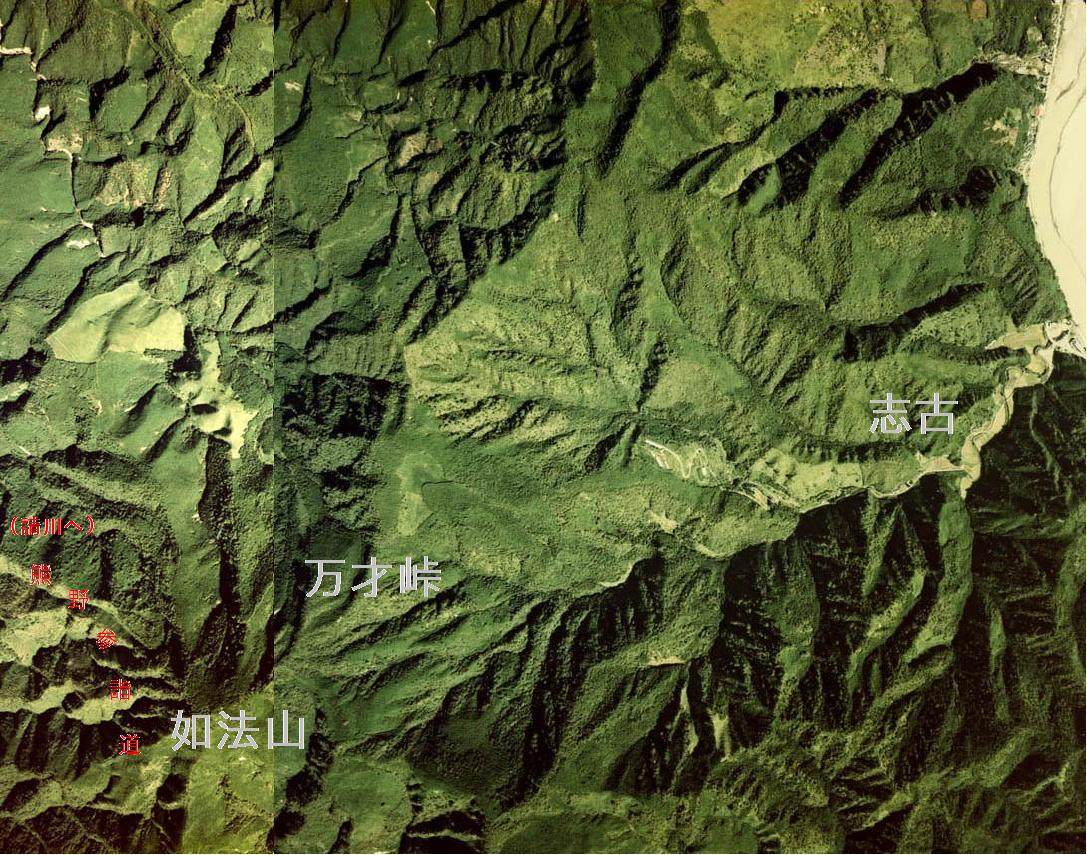
万才峠周辺。「万才峠」の文字は現在の地図上の位置（標高414.7メートル付近）を示す。

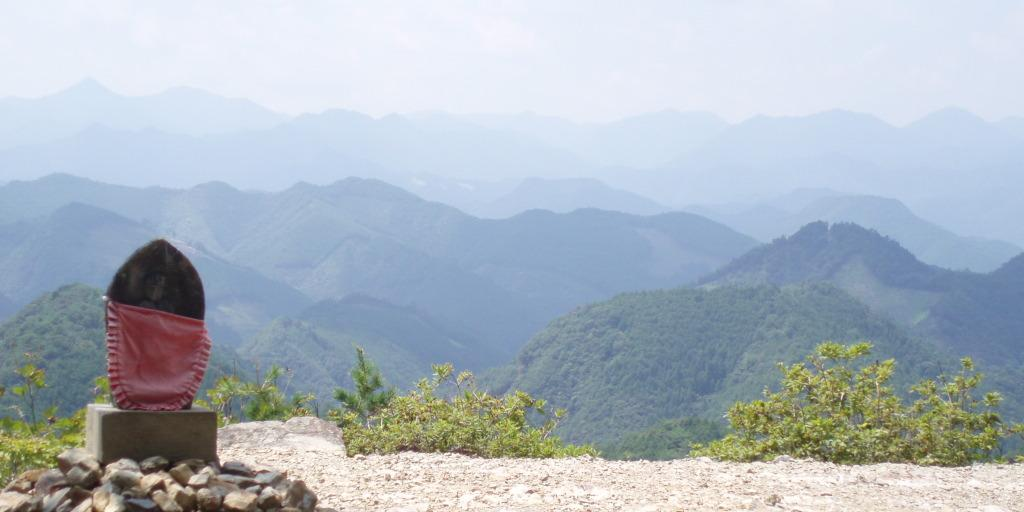
百間座
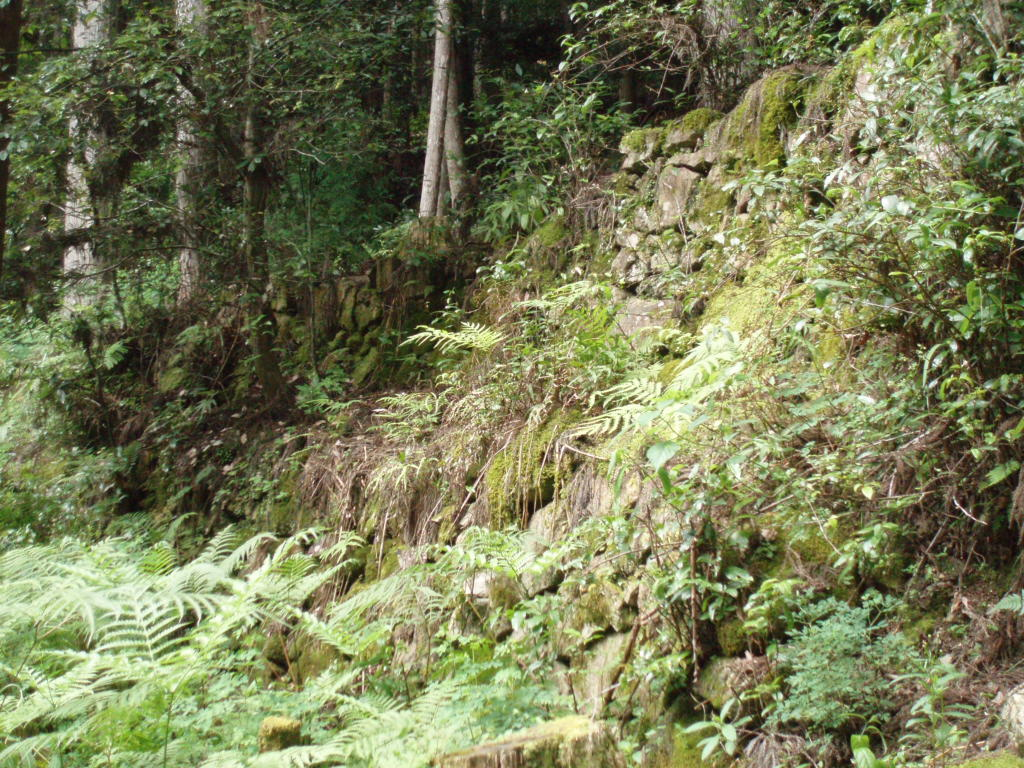
松畑茶屋の石組

小雲取越え（こぐもとりごえ）は、雲取越えの道の後半部をなし、小和瀬（こわぜ、新宮市熊野川町）から請川（うけがわ、田辺市本宮町）を結び、熊野本宮大社に至る。小口を発ち、小和瀬の渡し場跡で赤木川を渡り、小雲取越えの山道が始まる。石畳や石段のある坂道を椎ノ木茶屋（しいのきちゃや、または細平茶屋〈ほそひらちゃや〉） まで登ると、そこからはなだらかな道が続き、眺望が開けてくると桜茶屋（さくらちゃや）である。桜茶屋を過ぎて杉林の中の道を登り、小雲取越え最高地点の桜峠（466メートル）にたどりつく。
これより分水嶺の尾根沿いのウバメガシ林のなかの道をたどり、やがて山腹を巻きながら下って、カシ、ウバメガシ、ナラ、サクラ、などの樹木からなる、古い熊野の照葉樹林の姿をとどめた森に入る。またスギとヒノキの林にはいって登ると、石堂茶屋（いしどうちゃや、または石砥茶屋〈いしどちゃや〉）に着く。石堂茶屋からはまもなく賽の河原地蔵に出会う。ここからの険しい稜線を登る道を越えると、林道交叉を経て如法山（610メートル）の山腹を巻く道に入る。
如法山の山腹を巻く道を進むと百間座（ひゃっけんぐら）である。熊野地方の古い言葉で崖のことを岩座（いわくら）ということから、百間座とは高い崖の上を言い表す地名で、大塔山地や果無山脈を望む景観に優れた場所である。ここからは雑木林の中を単調に下る道となり、万歳峠分岐にさしかかる。『紀伊続風土記』の記述によれば、請川に下る道は小雲取越えの新道であるという。それによれば、中世以来の旧道はこの分岐から萬歳峠（番西峠）を越えて熊野川河畔の志古（しこ）に下る道であるといい、『熊野道之間愚記』にいう紫金峰とは志古のことであり、西行の次の歌も根拠になるという。
分岐を過ぎると松畑茶屋（まつはたちゃや）である。『めぐり』には4、5軒の家があったと記され、今日では石段と墓地の跡が残されている。松畑茶屋からは幅の広い土道をたどり、熊野川と大塔川の合流点にある請川に下りる。請川から熊野本宮大社までは川沿いの道を進んだと見られるが、この道は国道168号と重なっており、旧状をとどめていない。『熊野詣紀行』や『道中日記』といった近世の紀行文では、請川から本宮へ向かわず、湯の峰温泉の方向へ抜けていった。湯の峰への道の入口となる道標が、168号線を本宮に向かって200メートルほど進んだところの山側に現存し、「右 本宮」「左 栗湯ヲ経テ高野山」と読み取れる。道標から左手にすすむと、数箇所に石段跡のある幅の広く明瞭な道があらわれる。この道を渡瀬道（わたぜみち）といい、請川と湯の峰温泉近くの渡瀬集落を結ぶ生活道路として重用された。渡瀬道は、松葉峠で本宮方面からの道を合わせ、「左ユノミ子」と刻銘された自然石道標から下って林道に合流し、渡瀬集落に着く。渡瀬から湯の峰温泉への古道は不明確である。
小和瀬の渡し場
小和瀬には、1954年（昭和29年）に橋が完成するまで、赤木川の渡し舟があった。明治末年から大正にかけては小口の中心地であった上長井集落の重要な仕事であり、入札で渡し守を決めていた。上長井地区旧蔵の中村家文書には明治5年（1872年）3月付で「渡し場賃銭書上覚」という文書が収録されており、牛馬や駕籠についても渡し賃が定められており、川の水量により渡し賃が増減した。
萬歳峠の小雲取越え旧道

小雲取越えの道が中世と近世で異なるとする説は、前述の通り『紀伊続風土記』の記述をもとに広く知られている。
しかし、今日地図上にある萬歳峠（標高414.7メートル） を通る道は、『紀伊続風土記』に記され、今日も残る六字名号碑 を通らないばかりか、逆方向になる 点で『紀伊続風土記』の記述と位置が符合していない。萬歳峠越え旧道に言う萬歳峠の位置はながらく明らかにされて来なかったが、辻田ら紀南文化財研究会により、古道の経路や周囲の地形から、石造宝筐印塔笠部が残存する標高463メートルのピーク付近が旧萬歳峠と推定され、周囲の状況が報告された。なお、萬歳峠越えの道は熊野参詣道伊勢路の一部として世界遺産登録資産となっている。
- 百間座
- 松畑茶屋の石組

## 文化財
- 史跡「熊野参詣道」 - 国の史跡（2000年〈平成12年〉11月2日指定、2002年〈平成14年〉12月19日分離・名称変更・追加指定）[4]
- 県史跡「一遍上人名号碑建立之地」 - 和歌山県指定史跡。1969年（昭和44年）7月14日指[84]。
- 世界遺産「紀伊山地の霊場と参詣道」 - 構成資産「熊野参詣道」の一部。2004年7月登録[5]。

## 注
1. 1 2  小山[2000: 46]
2. ↑  和歌山県教育委員会[2002→2005b: 41]
3. 1 2 3  小山[2000: 157]
4. 1 2 3  熊野参詣道（2000年〈平成12年〉11月02日指定、2002年〈平成14年〉12月19日分離・名称変更・追加指定、史跡）、国指定文化財等データベース（文化庁） 2015年2月15日閲覧。
5. 1 2 3 4  世界遺産登録推進三県協議会[2005: 39,75]
6. ↑  荻野[1965: 29-30]
7. ↑  小山[2000: 44-46]
8. ↑  小山[2000: 157]、宇江[2004b: 34-45]など
9. ↑  小山[2000: 159-160]
10. ↑  吉井[1990: 3、15]
11. ↑  吉井[1990: 3、18]
12. ↑  吉井[1990: 17-19]
13. 1 2 3  吉井[1990: 20]
14. ↑  太田[2008: 159-161]
15. ↑  太田[2008]
16. ↑  大田[2008: 177-179]
17. ↑  吉井[1990: 21-22]
18. ↑  太田[2008: 230-232]。庄司 千賀、1987、「熊野新宮の本願庵主とその活動」（『熊野誌』第33号、熊野地方史研究会）をも参照。
19. ↑  勧進活動に替わるものとしての本尊開帳も享保年間（1716年 - 1735年）には、幕府により、寺社焼失のような例外を除いて33年に1度のみとする規制が加えられた[浅野 1990:26]。
20. ↑  吉井[1990: 26-27]
21. ↑  奈良県教育委員会[2002: 113-117→2005b: 581-585]所収（抄録）
22. 1 2  神道大系編纂会[1984: 47]
23. ↑  神道大系編纂会[1984]所収
24. ↑  奈良県教育委員会[2002: 79→2005b: 547]所収（抄録）
25. ↑  宇江[2004c: 58]
26. ↑  三一書房[1972: 497-520]所収
27. ↑  三一書房[1972: 499]
28. ↑  三一書房[1972: 505-506]
29. ↑  臨川書店編集部[1991: 1038]
30. ↑  林[1980: 65-66]
31. ↑  山崎[2007: 79]
32. 1 2  杉中[1994: 30]
33. ↑  杉中[1994]
34. ↑  杉中[1994: 30-31]
35. 1 2  土屋[1993]所収
36. ↑  斎藤[1981a]所収
37. ↑  斎藤[1953]所収
38. ↑  斎藤[1981b]所収
39. ↑  杉中[2007: 132]
40. 1 2  杉中[1994: 33]
41. ↑  こうした文明らの事跡を顕彰し、熊野に関連する歌を刻銘した歌碑が雲取越えの道沿いに那智勝浦町によって設置されている[宇江 2004c: 189-190]。アララギ派の歌人たちの熊野行については前出の杉中[1994]に詳しい。
42. 1 2  杉中[1998: 9]
43. ↑  小山[2000: 126]
44. ↑  小山[2000: 127]
45. ↑  高木[2002]、宇江[2004b]
46. ↑  藤田[2005]
47. ↑  紀南文化財研究会[2008]
48. 1 2  辻田[2008]
49. ↑  小山[2000: 44]
50. ↑  小山[2000: 127、157]。一般向けのガイドの例として、“街道マップ 大雲取越え（那智山～小口）”. 2009年5月16日閲覧。「厳しい道が続く本格コース」としている。
51. ↑  宇江[2004a: 114-119]など。
52. ↑  和歌山県教育委員会[1979→2005a: 82]
53. 1 2 3  林[1980: 65]
54. ↑  宇江[2004b: 183]
55. ↑  寛政10年（1798年）の『熊野詣紀行』には三十丁の茶屋で「宿もすれと板間むしろ敷きにてむさし」と記されたところである[藤井 2007: 88]。『三十三所』は一軒家で「上立茶屋」と記している[林 1980: 65]。
56. ↑  宇江[2004c: 184]
57. ↑  「むえん佛」「明治三十四年旧七月十三日」と刻銘され、台石には[[小口村 (和歌山県)|]]（新宮市熊野川町）と色川村（那智勝浦町）の境界である旨が刻銘されている[宇江2004c: 190-191]。
58. ↑  宇江[2004a: 116][2004c: 193]
59. ↑  神道大系編纂会[1984: 386]
60. 1 2 3 4  熊野川町史編纂委員会[2008: 476-477]
61. 1 2 3  宇江[2004c: 195]
62. ↑  以上のように大雲取越えには多くの宿が見られ、客を取り合って争論をした記録も残されている[熊野川町史編纂委員会 2008: 478-480]。
63. ↑  宇江[2004c: 197]
64. ↑  小山[2000: 123]
65. ↑  熊野川町史編纂委員会[2008: 472-473、477-478]
66. ↑  宇江[2004c: 186]
67. ↑  南方[1991: 312]
68. ↑  熊野川町史編纂委員会[2008: 477]
69. ↑  神道大系編纂会[1984: 368]
70. ↑  藤井[2007: 89]
71. ↑  椎ノ木茶屋は古い地籍図には「壱畝二三歩宅地」と記されている[熊野川町史編纂委員会 2008: 480]。1925年（大正14年）に文明や茂吉らが歩いた折に、大阪から来たという目を患う遍路に出会った場所である[宇江 2004c: 200]。
72. ↑  『三十三所』は登り口から50町にあると記し、一軒家の前にある大木のサクラが名の由来であるとしている[林 1980: 65]。桜茶屋の記録は享保年間付の証文にまでさかのぼり、おそらく大正時代はじめまでに営業をやめたものとみられる[熊野川町史編纂委員会 2008: 481]。
73. ↑  宇江[2004c: 205]
74. 1 2  宇江[2004c: 205]、辻田[2008]など
75. ↑  後藤[1982: 273]
76. ↑  宇江[2004c: 207]
77. ↑  宇江[2004c: 209]
78. ↑  辻田[2008: 52]
79. ↑  熊野川町史編纂委員会[2008: 482]
80. 1 2 3  辻田[2008: 62]
81. ↑  地図上の表記は「万才峠」。“2万5千分1地形図名： 本宮(田辺)”.   国土地理院地図閲覧サービス. 2009年5月23日閲覧。
82. ↑  熊野川町史編纂委員会[2008: 394-397]に詳しい記述がある。
83. ↑  紀南文化財研究会[2008: 67-69]
84. ↑  “一遍上人名号碑建立之地”. わかやま文化財ガイド.   和歌山県. 2015年2月15日閲覧。

## 文献

### 史料
- 後藤 重郎校注、1982、『山家集』、新潮社〈新潮日本古典集成49〉
- 神道大系編纂会、1984、『参詣記』、神道大系編纂会〈神道大系文学編5〉 — 『三熊野参詣道中日記』を収める
- 斎藤 茂吉、1953、『歌論』、岩波書店〈斎藤茂吉全集20〉
- —、1981a、『歌集』、岩波書店〈斎藤茂吉選集第2巻〉
- —、1981b、『随筆』、岩波書店〈斎藤茂吉選集第8巻〉 → “遍路”.  青空文庫 (2005年). 2009年5月22日閲覧。
- 三一書房編、1972、『探検・紀行・地誌補遺』、三一書房〈日本庶民生活史料集成第20巻〉
- 土屋 文明、1993、『土屋文明全歌集』、石川書房
- 仁井田 好古、1990、『紀伊続風土記』、臨川書店 — 和歌山県神職取締所（1910-1911年刊）の複製本
- 林 英夫、1980、『諸国の巻 3』、角川書店〈日本名所風俗図会18〉
- 藤井 寿一、2007、「資料紹介・林信章『熊野詣紀行』（抄）」、『熊野』（No.132・133）、NAID 40015898272 pp. 68-92
- 荻野 三七彦、1965、『熊野御幸記』、熊野那智大社〈那智叢書6〉 — 藤原定家による後鳥羽院熊野御幸記を収める
- 〔臨川書店編集部〕、1991、「解題」、『西国三十三所名所図会』、臨川書店 pp. 1037-1040

### 踏査記
- 宇江 敏勝、2004a、『熊野古道を歩く』、山と渓谷 ISBN 4635600335
- —、2004b、『熊野修験の森』、新宿書房〈宇江敏勝の本第2期〉 ISBN 4880083070
- —、2004c、『世界遺産熊野古道』、新宿書房 ISBN 4880083216
- 藤田 庄市、2005、『熊野修験の道を往く - 「大峯奥駈」完全踏破』、淡交社 ISBN 4473032507

### 調査・研究
- 太田 直之、2008、『中世の社寺と信仰 - 勧進と勧進聖の時代』、弘文堂〈久伊豆神社小教院叢書6〉 ISBN 978-4-335-16051-6
- 紀南文化財研究会、2008、『田辺市 世界遺産熊野参詣道』、田辺市教育委員会
- 小山 靖憲、2000、『熊野古道』、岩波書店〈岩波新書〉 ISBN 4004306655
- 世界遺産登録推進三県協議会（三重県・奈良県・和歌山県）、2005、『世界遺産 紀伊山地の霊場と参詣道』、世界遺産登録推進三県協議会
- 高木 亮英、2002、「現代の熊野修験」、別冊太陽編集部（編）『熊野 - 異界への旅』、平凡社〈別冊太陽〉 ISBN 4582943845 pp. 52-53
- 辻田 友紀、2008、「旧本宮町・旧熊野川町に遺された熊野参詣道について」、『熊野』（135）、NAID 40016389430 pp. 52-63
- 奈良県教育委員会、2002、『熊野古道小辺路調査報告書』、奈良県教育委員会 → 服部・磯村[2005b: 457-622]
- 服部 英雄・磯村 幸男編、2005a、『近畿地方の歴史の道3 - 和歌山』、海路書院〈歴史の道 調査報告書成〉 ISBN 490279635X
- —、2005b、『近畿地方の歴史の道4 - 奈良1』、海路書院〈歴史の道 調査報告書集成〉 ISBN 4902796368
- 和歌山県教育委員会、1979、『熊野参詣道とその周辺』、和歌山県教育委員会〈歴史の道調査報告書I〉 → 服部・磯村[2005a: 5-118]
- 山崎 泰、2007、「庶民の熊野信仰（近現代）」、『熊野 - その信仰と文学・美術・自然』、至文社〈『国文学 解釈と鑑賞』別冊〉 pp. 76-83
- 吉井 敏幸、1990、「西国三十三所の成立と巡礼寺院の庶民化」、浅野 清（編）『西国三十三所霊場寺院の総合的研究』、中央公論美術出版 ISBN 978-4-8055-0195-5 pp. 14-29

### 地方誌・民俗
- 熊野川町史編纂委員会、2008、『熊野川町史 - 通史編』、新宮市
- 杉中 浩一郎、1994、「土屋文明の熊野八たび」、『熊野誌』（40） pp. 28-36 → 杉中[1998: 342-362]
- —、1998、『熊野の民俗と歴史』、清文堂
- —、2007、「茂吉・迢空の熊野への旅に関して」、『熊野誌』（53） pp. 129-140
- 南方 熊楠、中沢 新一（編）、1991、『南方民俗学 - 南方熊楠コレクション 2』、河出書房新社〈河出文庫〉 ISBN 4309472079 ― 「亡者の出会い」について記した論文「ひだる神」を収録。